# Ala-Paukkaja
Ala-Paukkaja är en sjö i kommunen Joensuu i landskapet Norra Karelen i Finland. Den är 27 meter djup. Arean är 38 hektar och strandlinjen är 5,5 kilometer lång. Sjön  ingår i Vuoksens huvudavrinningsområde.   Den ligger omkring 35 kilometer nordöst om Joensuu och omkring 410 kilometer nordöst om Helsingfors. 